# Lesly Fellinga
Lesly Fellinga (Port-au-Prince, 29 settembre 1985) è un ex calciatore haitiano con cittadinanza olandese, di ruolo difensore.

## Carriera

### Club
Nel 2006 passa al Veendam in Eerste Divisie, dove disputa due buone stagioni, così nell'estate del 2008 passa all'Heerenveen in Eredivisie. Fa il suo debutto con la nuova squadra il 18 settembre 2008 in una partita di Europa League contro la squadra portoghese del Vitória, gioca anche nella partita di ritorno il 2 ottobre.
Il 12 agosto 2009 Fellinga firma un contratto con il Toronto, dopo un buon periodo di prova. Fellinga fa il suo debutto con il Toronto in una partita in casa contro il Colorado Rapids il 12 settembre e gioca quattro partite in MLS prima di essere lasciato libero nel dicembre dello stesso anno dopo che Preki diventa allenatore.

### Nazionale
Fellinga viene convocato per la nazionale olandese U-15, U-17 e U-19 e vanta una presenza con l'U-15 contro la Spagna durante il torneo internazionale Walker nel 2001, tuttavia non viene mai convocato dalla nazionale maggiore.
Intuendo che le opportunità con la nazionale olandese sarebbero state davvero limitate Fellinga accetta la convocazione della nazionale haitiana per un'amichevole contro Panama nel marzo 2007. Pochi giorni dopo fa il suo debutto con la nazionale U-21 haitiana in una partita contro gli Stati Uniti. Successivamente gioca quattro partite con la nazionale olimpica ottenendo le qualificazioni per le Olimpiadi di Pechino 2008.
Fa il suo debutto con la Nazionale maggiore in una partita valida per le qualificazioni per i mondiali del 2010 contro le Antille Olandesi. In tutto gioca cinque partite nelle qualificazioni per i mondiali e partecipa anche alla CONCACAF Gold Cup nel 2009.